# Zvoriștea

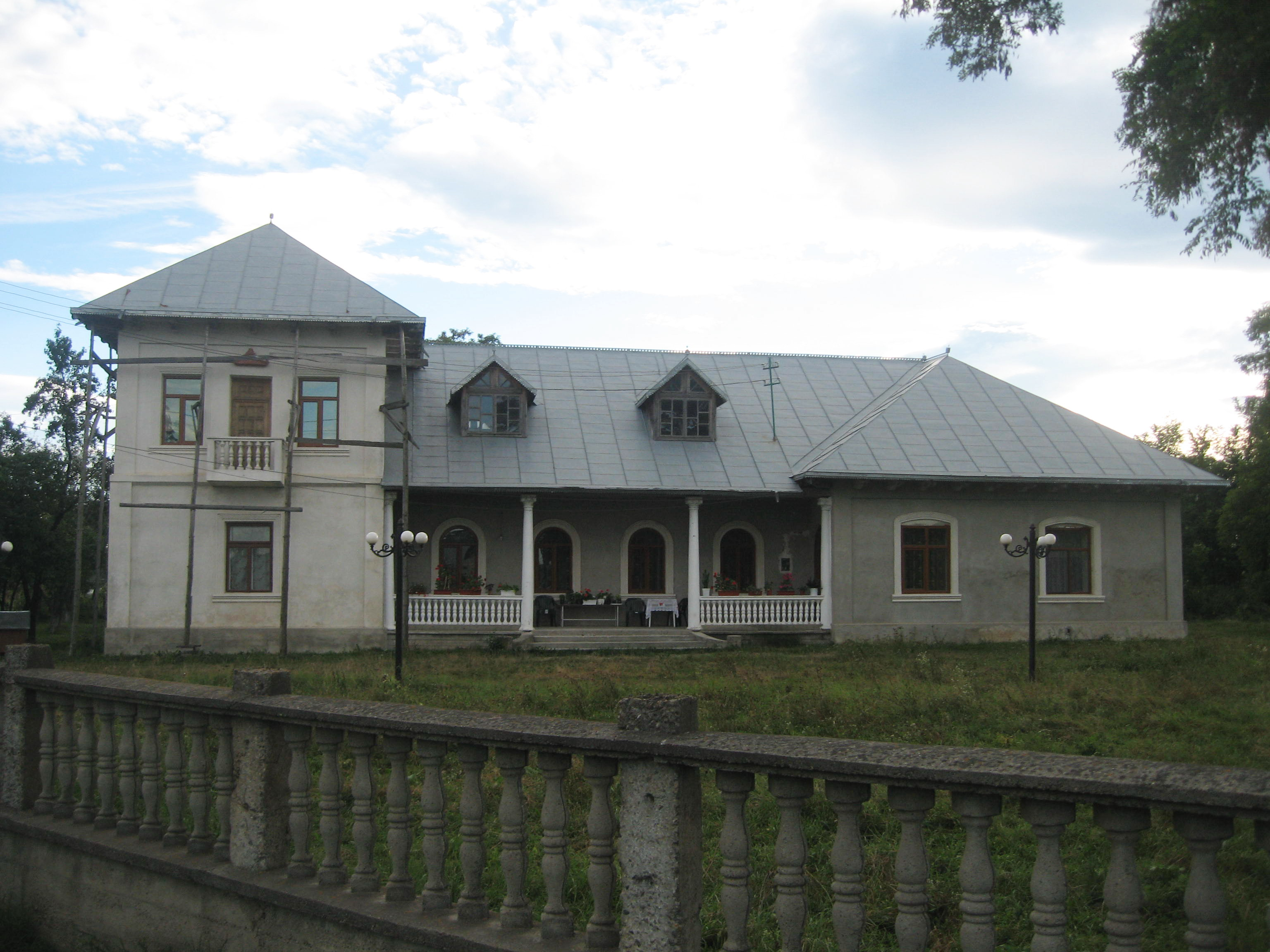

Zvoriștea är en kommun i județet Suceava i den historiska regionen Moldova i nordöstra Rumänien. Kommunen består av åtta byar: Buda, Dealu, Poiana, Slobozia, Stânca, Stâncuța, Șerbănești och Zvoriștea. Enligt folkräkningen 2002 hade Zvoriștea 6 319 invånare.